# Gli ultimi 10 giorni di Hitler
Gli ultimi 10 giorni di Hitler (Hitler: The Last Ten Days) è un film del 1973, diretto da Ennio De Concini e tratto dal libro Gli ultimi giorni della cancelleria di Gerhardt Boldt.

## Trama
Berlino, ultimi giorni della seconda guerra mondiale, il 20 aprile 1945, giorno del suo 56º compleanno, Adolf Hitler si rinchiude nel Führerbunker sotterraneo, insieme all'amata Eva Braun. Qui vivranno gli ultimi 10 giorni fino al loro suicidio, avvenuto il giorno 30.
Il giovane ufficiale Hauptmann Hoffmann rimane nel Führerbunker fino a poco prima del suicidio di Hitler. Dopo di che si offre volontario per portare una copia del testamento di Hitler oltre le linee sovietiche. Ma una volta uscito all'aperto, egli guarda sgomento le rovine di Berlino ed, in un moto di stizza, straccia il testamento.

## Produzione
La narrazione è basata sul racconto di un testimone autentico, l'ufficiale Gerhard Boldt, che rimase nel Führerbunker fino a poco prima del suicidio di Hitler. Nei titoli di testa c'è un richiamo (la firma è poco leggibile). Nel film, il ruolo di Boldt è interpretato dal giovane ufficiale che giunge dall'armata della Vistola per riferire al Führer (l'episodio della mappa sbagliata sottopostagli corrisponde precisamente a quanto raccontato da Boldt).
Nel romanzo Gli ultimi giorni della cancelleria di Gerhardt Boldt, il finale è differente: quando Boldt esce in superficie si trova ormai tra i sovietici e, resosi conto che la sua missione è senza senso, pensa a salvarsi gettando l'uniforme.